# Pedro Sanz
Pedro María Sanz Alonso (ur. 27 grudnia 1953 w Igei) – hiszpański polityk i nauczyciel, działacz Partii Ludowej, prezydent wspólnoty autonomicznej La Rioja od 1995 do 2015, senator.

## Życiorys
Uzyskał wykształcenie w zakresie edukacji podstawowej i pedagogiki terapeutycznej. Od 1977 pracował jako nauczyciel w Nájerze. W latach 1981–1989 kierował centrum edukacji specjalnej, współtworzył stowarzyszenie wsparcia psychicznego dla osób upośledzonych umysłowo. Wstąpił do Partii Ludowej, w latach 1989–1990 zajmował stanowisko dyrektorskie w administracji regionalnej. W latach 1990–1993 był sekretarzem generalnym PP w La Rioja, następnie objął obowiązki przewodniczącego ludowców w regionie. W 1991 po raz pierwszy został posłem do kortezów wspólnoty autonomicznej, uzyskując reelekcję w kolejnych wyborach. W 1995 stanął na czele rządu regionalnego w La Rioja. Funkcjonował na tym stanowisku przez 20 lat, kiedy to w 2015 zastąpił go inny przedstawiciel Partii Ludowej José Ignacio Ceniceros.
W 2015 powołany przez parlament La Rioja w skład Senatu, został wiceprzewodniczącym tej izby.